# 2004年ウィンブルドン選手権
2004年 ウィンブルドン選手権（2004ねんウィンブルドンせんしゅけん、The Championships, Wimbledon 2004）は、イギリス・ロンドン郊外にある「オールイングランド・ローンテニス・アンド・クローケー・クラブ」にて、2004年6月21日から7月4日にかけて開催された。

## シニア

### 男子シングルス
ロジャー・フェデラー def.  アンディ・ロディック, 4–6, 7–5, 7–6(3), 6–4
- フェデラーは大会2連覇である。

### 女子シングルス
マリア・シャラポワ def.  セリーナ・ウィリアムズ, 6–1, 6–4
- シャラポワは「17歳2ヶ月」での優勝。1968年に実施された「オープン化措置」（テニス4大大会にプロ選手の出場を解禁すること）以後の記録では、1997年に「16歳9ヶ月」で優勝したマルチナ・ヒンギスに続く2番目の年少優勝記録となった。（ウィンブルドン選手権女子シングルスの大会最年少優勝記録は、1887年に「15歳9ヶ月」で優勝したロッティ・ドッドである。）

### 男子ダブルス
ヨナス・ビョークマン /  トッド・ウッドブリッジ def.  ユリアン・ノール /  ネナド・ジモニッチ, 6–1, 6–4, 4–6, 6–4
- ウッドブリッジ&ビョークマン組が2002年から3連覇を達成。ウッドブリッジはマーク・ウッドフォード（オーストラリア）とのペアでもウィンブルドン・ダブルスに6勝を挙げているため（1993年 - 1997年・2000年）、これで男子ダブルス「9勝」をマークした。

### 女子ダブルス
カーラ・ブラック /  レネ・スタブス def.  杉山愛 /  リーゼル・フーバー, 6–3, 7–6(5)

### 混合ダブルス
ウェイン・ブラック /  カーラ・ブラック def.  トッド・ウッドブリッジ /  アリシア・モリク, 3–6, 7–6(8), 6–4

## ジュニア

### 男子シングルス
ガエル・モンフィス def.  Miles Kasiri, 7–5, 7–6(6)

### 女子シングルス
カテリナ・ボンダレンコ def.  アナ・イバノビッチ, 6–4, 6–7(2), 6–2

### 男子ダブルス
ブレンダン・エバンズ /  Scott Oudsema def.  ロビン・ハーセ /  ビクトル・トロイツキ, 6–4, 6–4

### 女子ダブルス
ビクトリア・アザレンカ /  オリガ・ゴボルツォワ def.  マリナ・エラコビッチ /  モニカ・ニクレスク, 6–4, 3–6, 6–4